# Daniel Sturridge
Daniel Andre Sturridge (* 1. September 1989 in Birmingham) ist ein ehemaliger englischer Fußballspieler.

## Werdegang

### Im Verein
Sturridge begann mit dem Fußballspielen bei Coventry City. Dort fiel er den Verantwortlichen von Manchester City auf, die ihn 2003 in ihre Jugendabteilung lotsten. Hier durchlief er die Jugendmannschaften und kam im Februar 2007 bei der 0:2-Heimniederlage gegen den FC Reading als Einwechselspieler für Georgios Samaras zu seinem Debüt in der Premier League. In den folgenden Jahren kam er unregelmäßig für den Verein aus Manchester zum Einsatz.
Nach Ablauf seines Vertrages im Sommer 2009 wechselte er zum Ligarivalen FC Chelsea, bei dem er einen Vier-Jahres-Kontrakt unterzeichnete. Mit Chelsea gewann er 2010 sowohl die Meisterschaft als auch den FA Cup. Im Januar 2011 wurde er an die Bolton Wanderers ausgeliehen, um Spielpraxis zu sammeln. Nach seiner Rückkehr wurde Sturridge unter Trainer André Villas-Boas zum Stammspieler.
Am 2. Januar 2013 wechselte Sturridge innerhalb der Liga zum FC Liverpool. In seinem ersten Pflichtspiel gegen den Fünftligisten Mansfield Town traf er nach fünf Minuten zum 1:0. In der Saison 2013/14 erzielte er 22 Saisontore, womit er in der Torschützenliste der Premier League Rang zwei hinter Sturmpartner Luis Suárez (31 Tore) belegte und Anteil an der Qualifikation für die Champions-League-Saison 2014/15 hatte.
Zum Ende der Saison 2018/19 wurde der auslaufende Vertrag mit dem FC Liverpool nicht verlängert und Sturridge heuerte beim türkischen Club Trabzonspor an. Am 2. März 2020 trennten sich der Club und Sturridge einvernehmlich, nachdem bekannt wurde, dass der Spieler aufgrund unerlaubter Wetten bis 17. Juni 2020 weltweit gesperrt worden war.

### Nationalmannschaft
Sein Debüt in der Nationalmannschaft Englands gab Daniel Sturridge am 15. November 2011 beim 1:0-Sieg über Schweden.
Bei der Fußball-Europameisterschaft 2016 in Frankreich wurde er in das englische Aufgebot aufgenommen. In der zweiten Partie gegen Wales kam er zu seinem ersten Einsatz. Er wurde in der Halbzeit eingewechselt und erzielte in der Nachspielzeit den 2:1-Siegtreffer für England. Danach stand er in den verbleibenden beiden Partien in der Startaufstellung. Das Team schied im Achtelfinale gegen Island aus.

## Erfolge
- UEFA-Champions-League-Sieger: 2012, 2019

## Weiteres
Die Großeltern von Sturridge stammen aus Jamaika, sowohl mütterlicherseits als auch väterlicherseits. Er ist der Sohn des ehemaligen Fußballers Mike Sturridge und der Neffe der ehemaligen Fußballer Dean und Simon Sturridge.